# Rochy (osada)
Rochy – osada w Polsce położony w województwie wielkopolskim, w powiecie krotoszyńskim, w gminie Zduny. Miejscowość wchodzi w skład sołectwa Bestwin.
W okresie Wielkiego Księstwa Poznańskiego (1815-1848) miejscowość należała do wsi większych w ówczesnym pruskim powiecie Krotoszyn w rejencji poznańskiej. Rochy należały do okręgu kobylińskiego tego powiatu i stanowiły część majątku Baszkowo, którego właścicielem był wówczas Aleksander Mielżyński. Według spisu urzędowego z 1837 roku wieś liczyła 136 mieszkańców, którzy zamieszkiwali 10 dymów (domostw).
W okresie międzywojennym w miejscowości stacjonowała placówka Straży Granicznej I linii „Rochy”.
W latach 1975–1998 miejscowość administracyjnie należała do województwa kaliskiego.